# Triste
Cet article concerne la localité espagnole. Pour le golfe du Venezuela, voir Golfe Triste. Pour l'émotion, voir Tristesse.
Triste est une localité de la commune espagnole de Las Peñas de Riglos. Elle est située dans le comarque de Hoya de Huesca, et donc dans la province de Huesca, ainsi qu'en communauté autonome d'Aragon.
Elle se trouve à l'extrémité nord du marais du Rocher, sur la rive droite du fleuve, à 42 km de Huesca. Le village le plus proche est Santa María de la Peña à 2 km. Elle surplombe une grande retenue d'eau artificielle d'une profondeur d'environ 20-40 mètres dont la traversée s'effectue par un pont métallique.

## Histoire
- Le 1er juin 1276, l'infant Pedro (futur Pierre III) donna le site de Triste à Rodrigo Jiménez de Luna (SINUÉS, no 375).
- Le 29 janvier 1294, Rodrigo Jiménez de Luna donna au roi Jacques II d'Aragon le château de Santa María avec ses villes, dont faisait partie Triste (SINUÉS, nos 378-382).
- Le 12 mars 1379 ou le 15 novembre 1386 selon les sources, le roi Pierre IV d'Aragon concéda Triste à Jordan de Urriés (SINUÉS, nos 1604 et 1606).
- En 1398, Triste était un fief de Federico de Urriés (SINUÉS, no 1607).
- En 1610, il appartenait à Pedro de Urriés, seigneur de Ayerbe (LABAÑA, p. 44).
- En 1845, il rejoint Santa Maria de la Peña.
- 1873 - 1900 a remplacé la Santa Maria de la Peña en tant que chef-lieu municipal.
- 1960 - 1970, il fusionne avec Ena, et Salinas de Jaca Riglos pour former la nouvelle municipalité de Las Peñas de Riglos.

## Monuments
- Monument religieux dédié à Santa María (reconstruit au XVIIIe siècle, tour romane conservée du début XIIe siècle).

## Démographie
| 1970 | 2000 | 2001 | 2002 | 2003 | 2004 |
| ---- | ---- | ---- | ---- | ---- | ---- |
| 36   | 19   | 19   | 18   | 23   | 21   |

## Galerie d'images

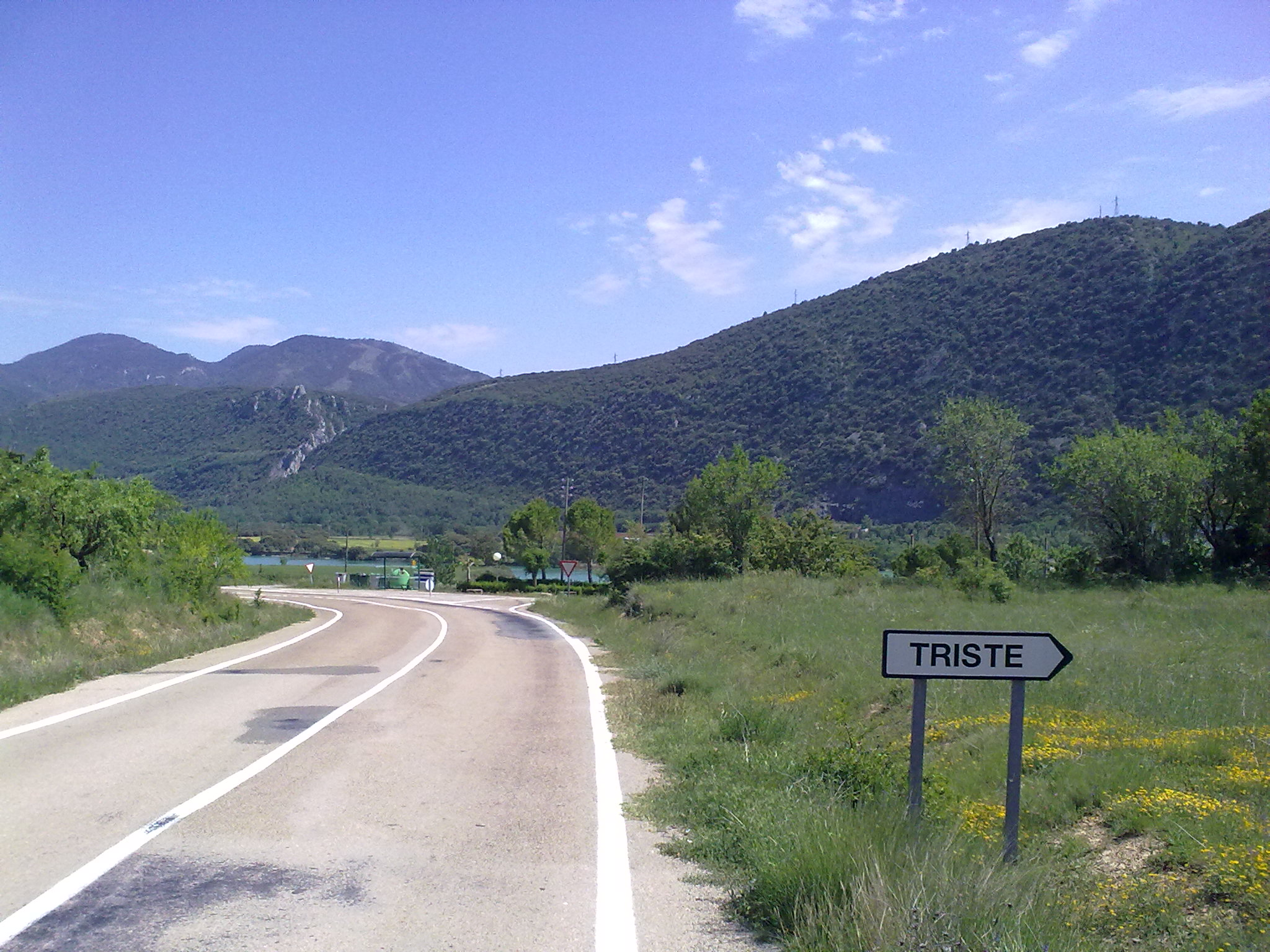
Panneau de signalisation indiquant la localité.
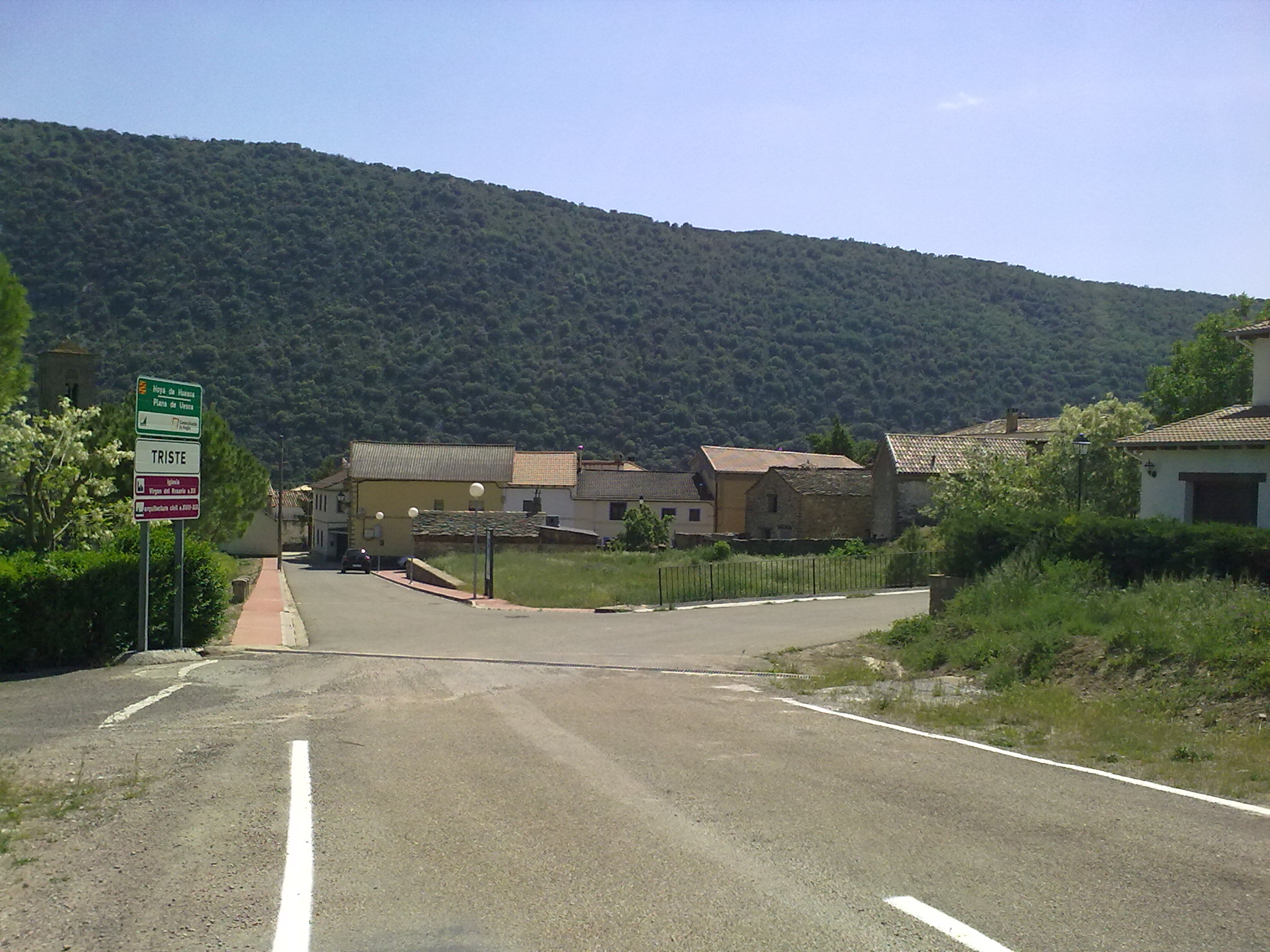
L'entrée du village.
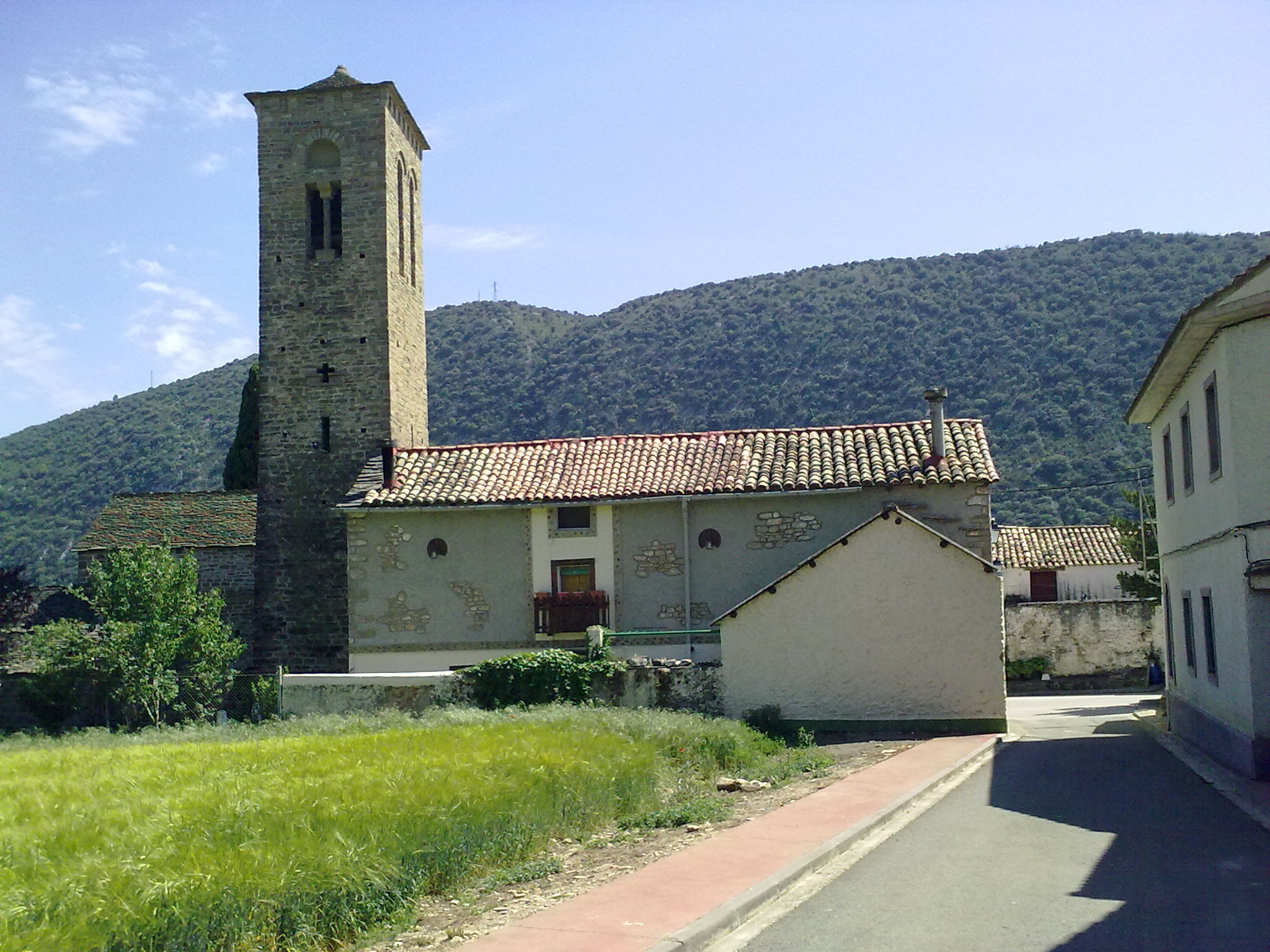
L'église.
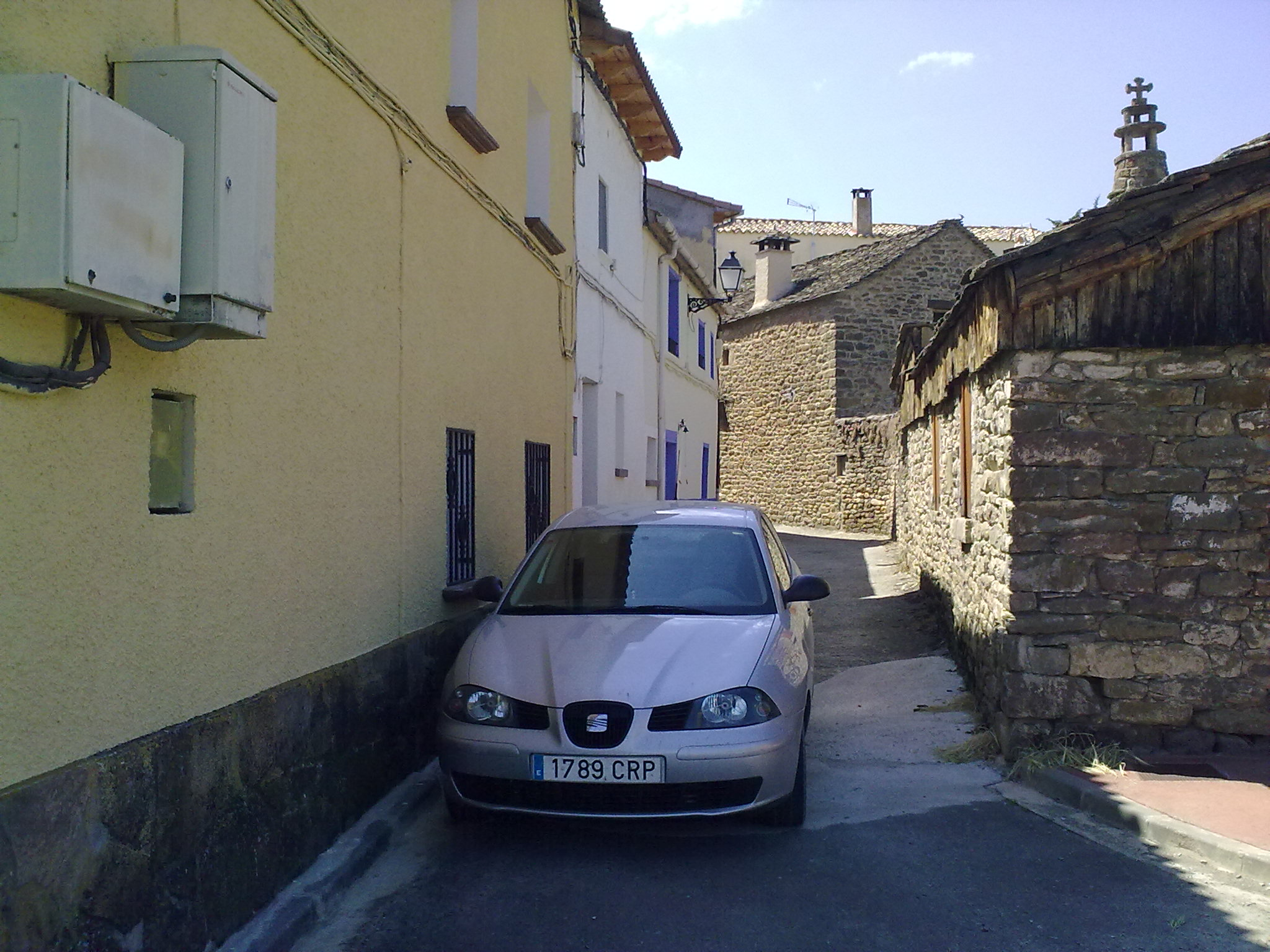
Les ruelles.
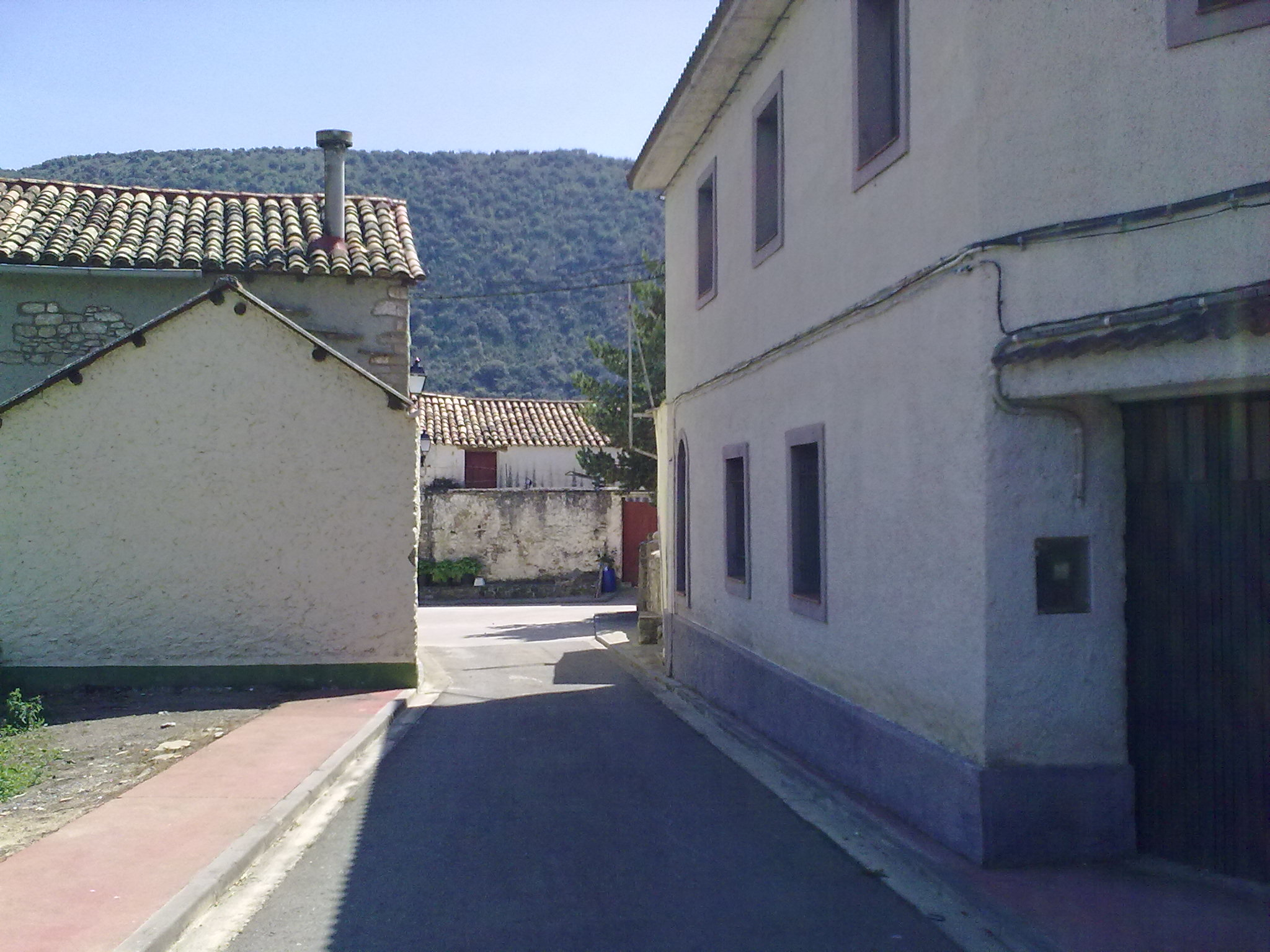
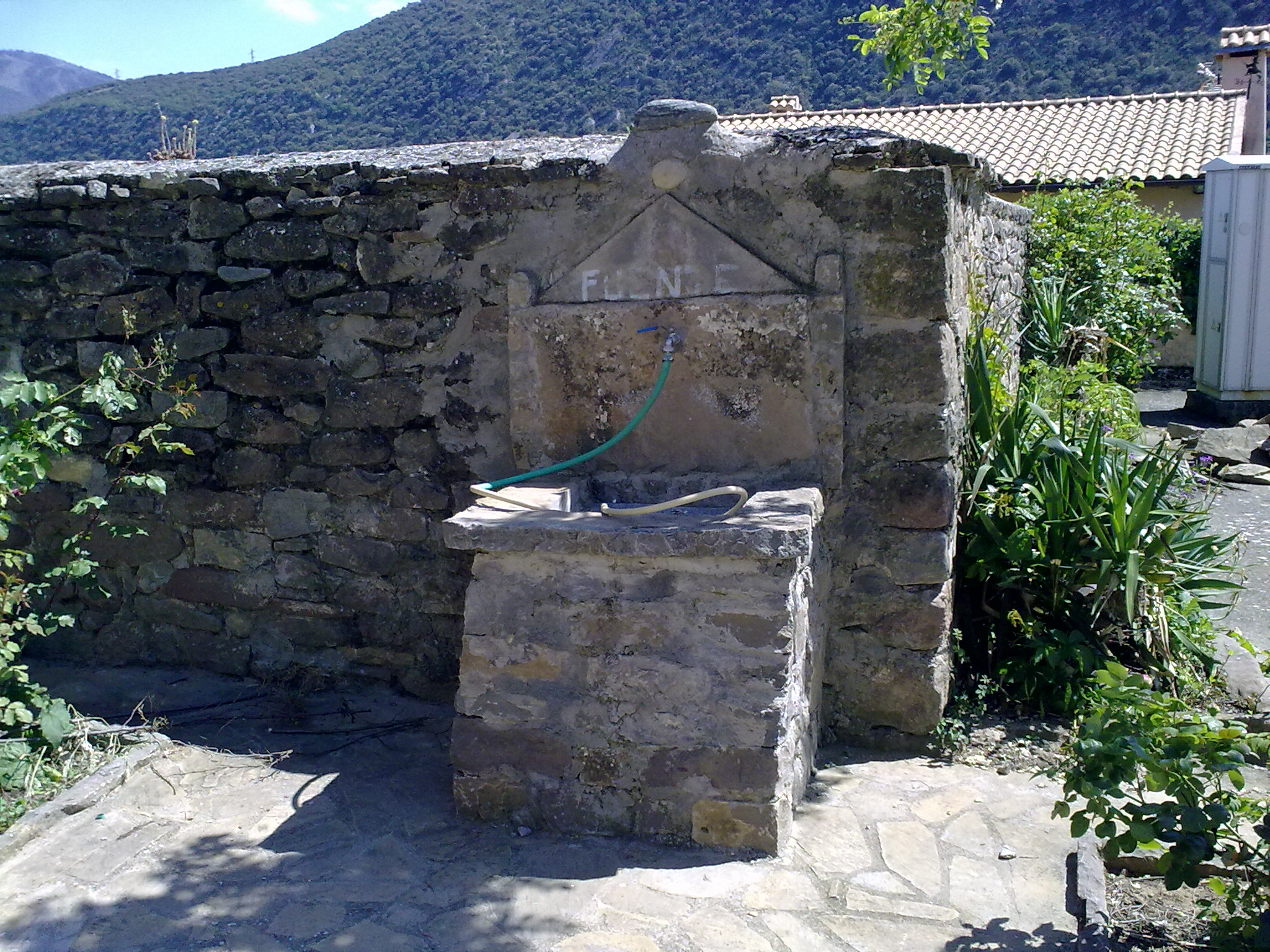
Un point d'eau.
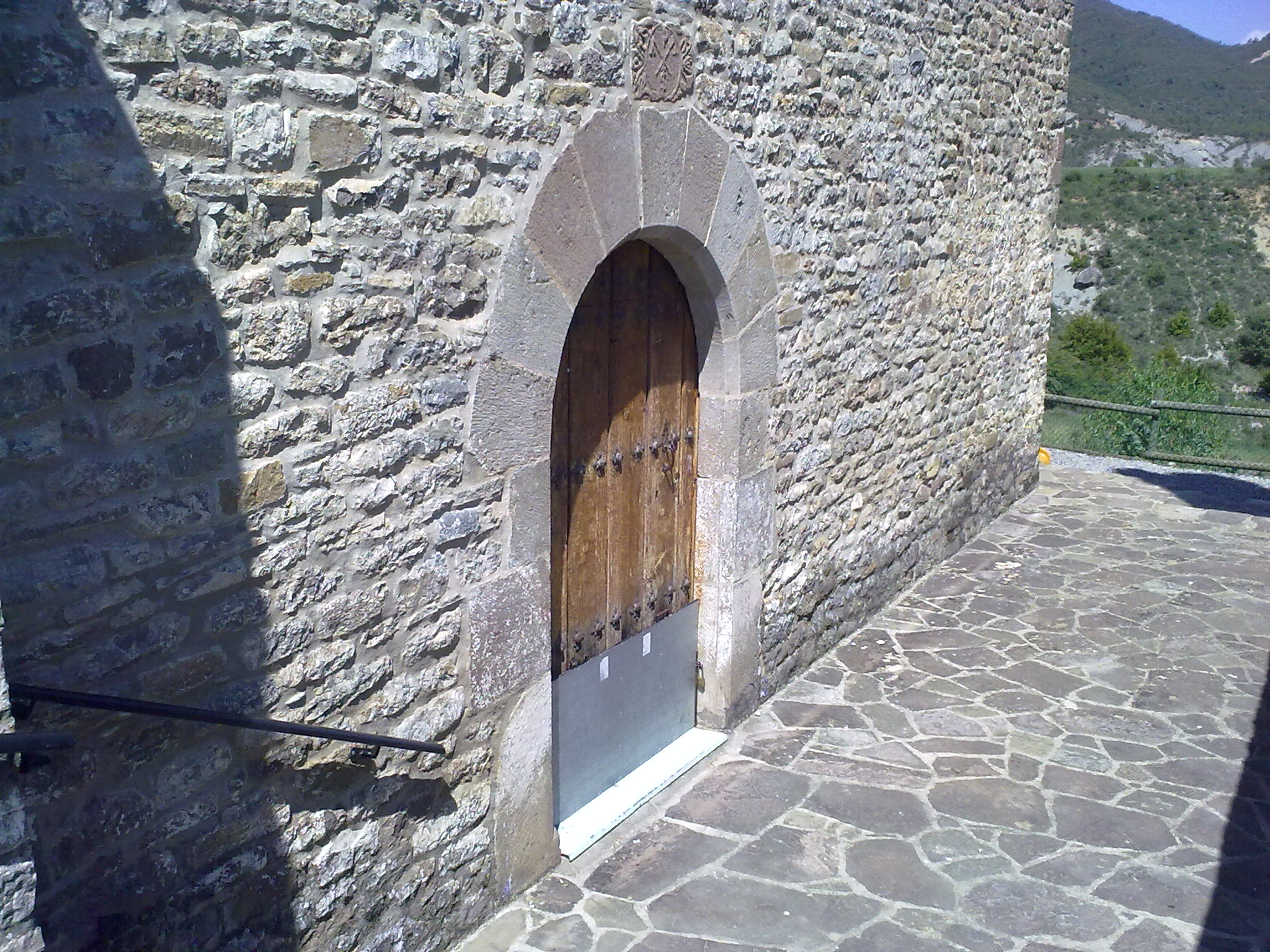
L'entrée de l'église.
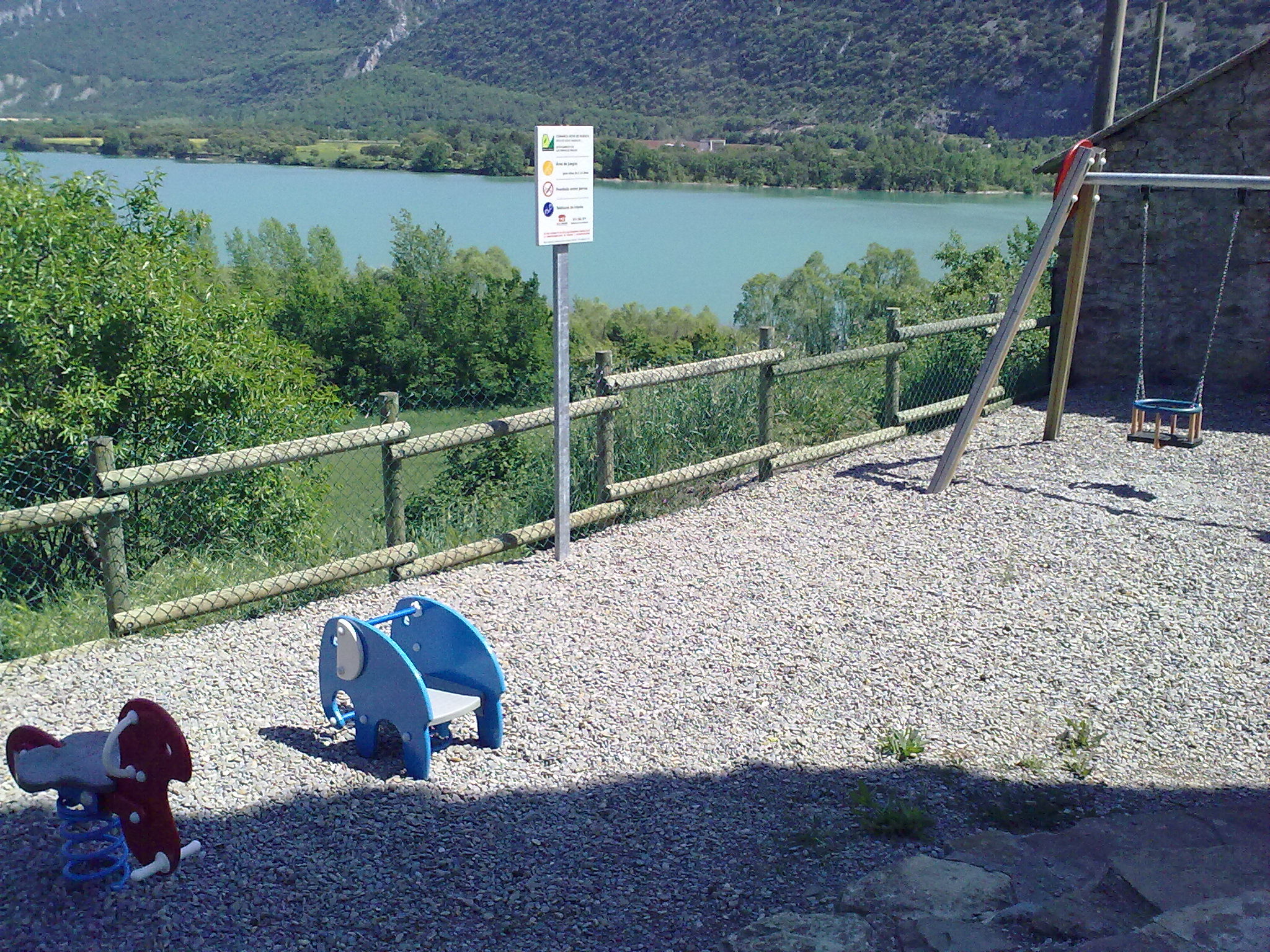
Une aire de jeu.
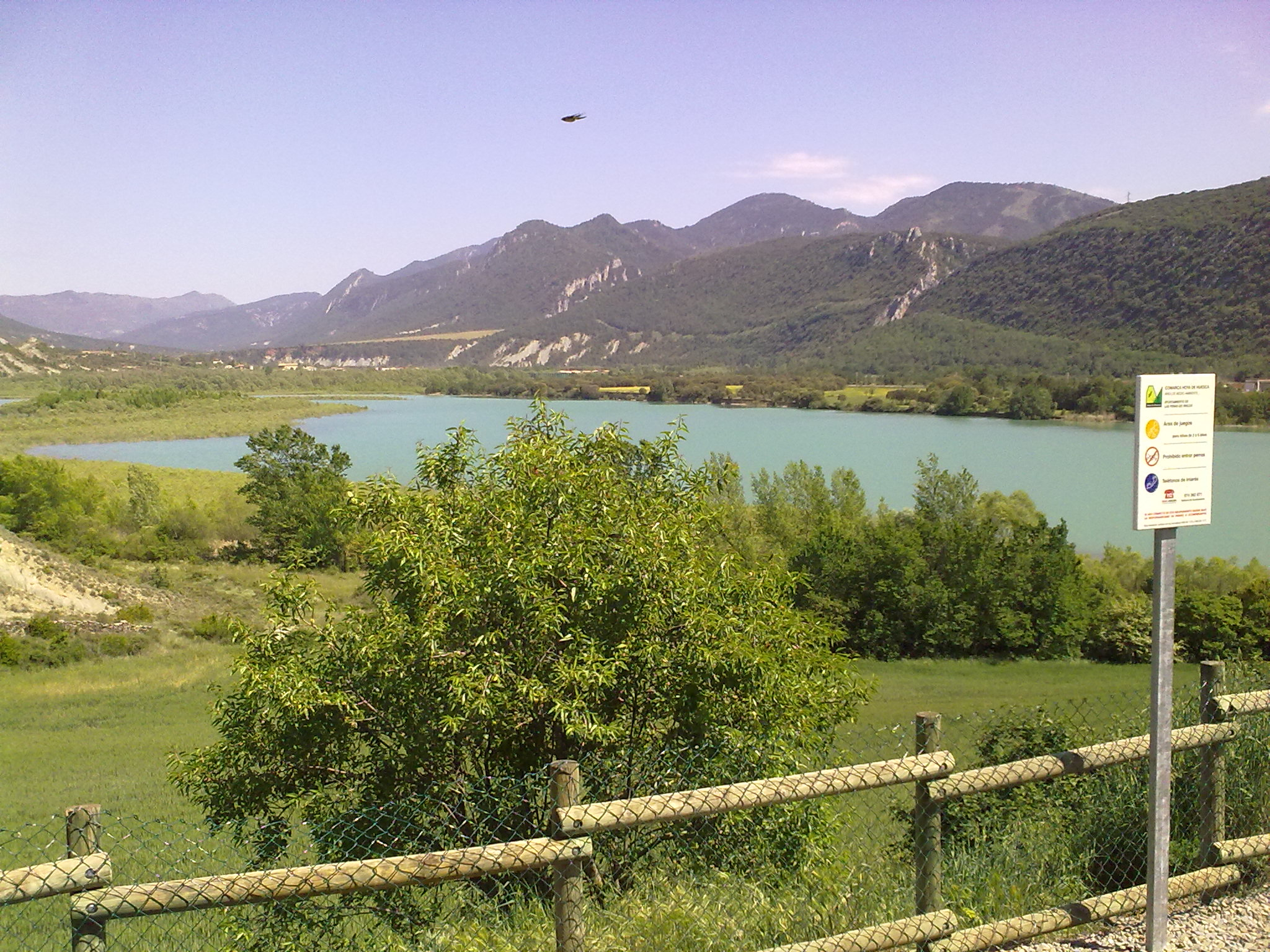
Vue du lac.